# Харазишвили, Давид
Давид Харазишвили (груз. დავით ხარაზიშვილი; род. 24 апреля 1992, Тбилиси) — грузинский легкоатлет, специалист по бегу на длинные дистанции и марафону. Выступает за сборную Грузии по лёгкой атлетике с 2012 года, победитель и призёр первенств национального значения, действующий рекордсмен страны в нескольких стайерских дисциплинах, участник летних Олимпийских игр в Рио-де-Жанейро.

## Биография
Давид Харазишвили родился 24 апреля 1992 года в Тбилиси. Выходец из спортивной семьи, его отец Олег Харазишвили в своё время был достаточно сильным бегуном на средние дистанции, а позже стал тренером по лёгкой атлетике.
В раннем детстве занимался футболом, а в лёгкую атлетику перешёл в 13-14 лет, где сначала специализировался на средних и длинных дистанциях. Проходил подготовку под руководством своего отца и его друга Тенгиза Гелдиашвили, также сотрудничал с известным латвийским специалистом Александром Прокопчуком.
Впервые заявил о себе на международной арене в сезоне 2012 года, когда вошёл в состав грузинской национальной сборной и выступил на чемпионате Европы по кроссу в Будапеште, где занял в молодёжном зачёте итоговое 92 место.
В мае 2015 года с результатом 2:22:37 пробежал свой первый марафон — Рижский, в июне закрыл десятку сильнейших в беге на 3000 метров на впервые проводившихся Европейских играх в Баку. В сентябре принял участие в Берлинском марафоне, где занял 34 место и показал время 2:16:17 — тем самым установил национальный рекорд Грузии и выполнил олимпийский квалификационный норматив для участия в летних Олимпийских играх в Рио-де-Жанейро (стал первым в истории грузинским марафонцем, сумевшим отобраться на Олимпиаду).
В 2016 году отметился выступлением на полумарафоне в Лиссабоне, был вторым на полумарафоне в Риге. На Олимпиаде в Рио в программе марафона финишировал с результатом 2:20:47 на 72 позиции.
В 2017 году занял 11-е место на Пражском марафоне (2:18:04) и 56-е место на марафоне в рамках чемпионата мира в Лондоне (2:24:24).
В 2018 году занял 99-е место на чемпионате мира по полумарафону в Валенсии (1:06:19), тогда как на марафоне в рамках чемпионата Европы в Берлине сошёл с дистанции.
В феврале 2019 года на зимнем чемпионате Балкан в Стамбуле установил национальный рекорд Грузии в беге на 3000 метров в помещении — 8:25,79.